# Albrecht (Sachsen-Coburg)

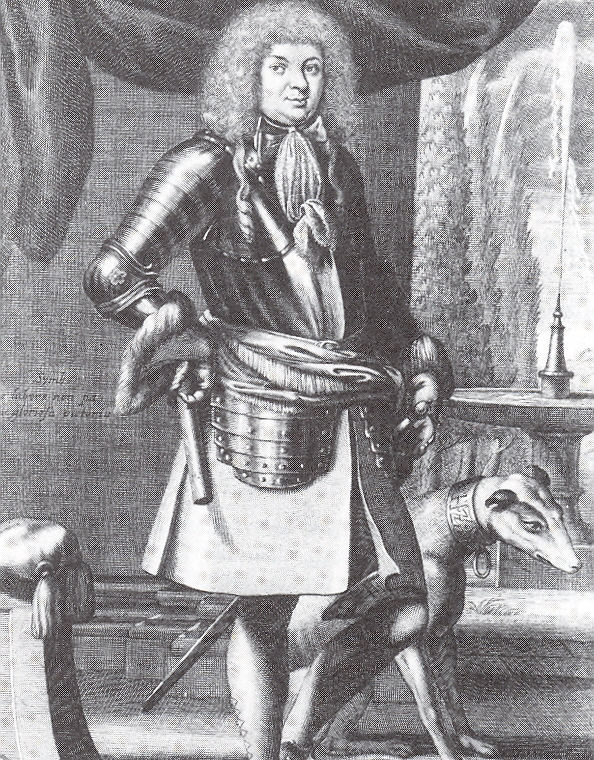
Herzog Albrecht von Sachsen-Coburg

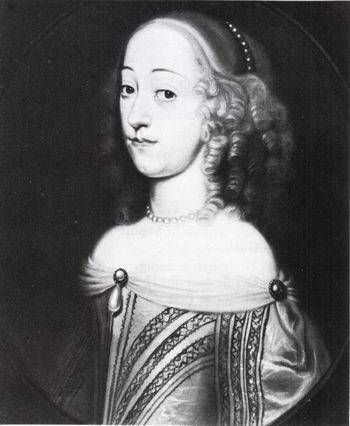
Prinzessin Marie Elisabeth von Braunschweig-Wolfenbüttel, spätere Herzogin von Sachsen-Coburg

Albrecht von Sachsen-Gotha-Altenburg (* 24. Mai 1648 in Gotha; † 6. August 1699 in Coburg) war seit 1680 Herzog von Sachsen-Coburg.

## Leben
Albrecht war der zweite der sieben Söhne des Herzogs Ernst I. von Sachsen-Gotha (1601–1675) aus dessen Ehe mit Elisabeth Sophia (1619–1680), einziger Tochter des Herzogs Johann Philipp von Sachsen-Altenburg. Der Prinz wurde sorgfältig, unter anderem durch den Hofmeister Joachim Bartholomäus Meyer, erzogen und besuchte gemeinsam mit seinem Bruder Bernhard seit 1666 die Universität Tübingen, um später die Studien in Genf fortzusetzen. Seine Kavalierstour unternahm Albrecht gemeinsam mit seinem Bruder Heinrich nach Dänemark, Schweden und die Niederlande.
Nach dem Tod seines Vaters im Jahr 1675 übernahmen dessen sieben Söhne gemeinsam die Regierung des Herzogtums in Gesamthandsgemeinschaft. Jeder der Söhne hatte aber bestimmte Amtsbezirke als Einkommensquellen („Mutschierungen“) erhalten. Nachdem die gemeinsame Hofhaltung auf Schloss Friedenstein in Gotha 1676 aufgegeben worden war, machte Albrecht nach seiner Hochzeit Saalfeld in dem ihm zugefallenen Teilfürstentum zu seinem Wohnsitz und begann dort ab 1676 mit dem Bau des neuen Schlosses Saalfeld, an der Stelle eines ehemaligen Benediktinerklosters. 
Nach der endgültigen Erbteilung durch den Gothaer Hauptrezess 1680 wurde Albrecht jedoch Herzog von Sachsen-Coburg, während Saalfeld seinem jüngsten Bruder Johann Ernst zufiel, der das Saalfelder Schloss vollendete. Albrecht erhielt in dieser Erbteilung neben Amt und Stadt Coburg, das Gericht Rodach, Amt und Stadt Neustadt, Gericht und Stadt Sonneberg, Kloster Mönchröden, Amt Sonnefeld und die Amtsverwaltung Neuhaus. Albrecht residierte im Coburger Schloss Ehrenburg, das er nach einem Brand 1690 als barocke Schlossanlage wieder neu errichten ließ. Im Jahr davor war Albrecht an der Eroberung der französisch besetzten Stadt Mainz und der Festung Bonn beteiligt. Nach dem Tod seines älteren Bruders Friedrich I. von Sachsen-Gotha 1691, erhielt Albrecht als Senior des ernestinischen Hauses das Senioratsamt Oldisleben.
Albrecht galt als musisch hochbegabt und vor allem seine erste Frau, Tochter des Gründers der berühmten Bibliothek, hatte erheblichen Einfluss auf ihn. Um Albrechts Nachfolge entbrannte ein Streit unter seinen Brüdern, beziehungsweise deren Nachkommen, den schließlich 1714 Albrechts jüngster Bruder Johann Ernst vorläufig weitestgehend für sich entscheiden konnte, wenngleich dies erst 1735 endgültig bestätigt wurde.

## Ehen
Albrecht heiratete am 18. Juli 1676 in Gotha Marie Elisabeth (1638–1687), Tochter des Herzogs August von Braunschweig-Wolfenbüttel und Witwe des Herzogs Adolf Wilhelm von Sachsen-Eisenach. Mit ihr hatte er sein einziges Kind:
- Ernst August (1677–1678)

Seine zweite Ehe schloss Albrecht am 24. Mai 1688 in Coburg mit Susanne Elisabeth (1643–1717), Tochter des Nikolaus Kempinski, Freiherr von Schwisiz und Altenhofen zu Limberg. Susanne Elisabeth wurde 1689 von Kaiser Leopold in den Reichsfürstenstand erhoben.